# The Organ Pipes
The Organ Pipes (englisch für Die Orgelpfeifen) sind markante und 1900 m hohe Felsenkliffs im westantarktischen Queen Elizabeth Land. Sie ragen südlich des Cairn Ridge an der Nordwestseite des Jaeger Table im Dufek-Massiv der Pensacola Mountains auf.
Ihren deskriptiven Namen erhielten die Kliffs durch den US-amerikanischen Geologen Arthur B. Ford, Leiter einer Mannschaft des United States Geological Survey, die von 1978 bis 1979 in den Pensacola Mountains tätig war.